# Furkan Çamoğlu
Furkan Ubeyde Çamoğlu (2005) es un deportista turco que compite en taekwondo. Ganó una medalla de oro en el Campeonato Europeo de Taekwondo de 2024, en la categoría de –54 kg.

## Palmarés internacional
| Campeonato Europeo | Campeonato Europeo | Campeonato Europeo | Campeonato Europeo |
| Año                | Lugar              | Medalla            | Categoría          |
| ------------------ | ------------------ | ------------------ | ------------------ |
| 2024               | Belgrado (Serbia)  | Medalla de oro     | –54 kg             |